# خانه حاج‌آقا محسن اراکی
منزل حاج آقا محسن اراکی متعلق به محسن سلطان‌آبادی عراقی و مربوط به دوره قاجار است و در اراک، خیابان محسنی، روبروی مسجد حاج تقی خان واقع شده و این اثر در تاریخ ۱۵ دی ۱۳۸۷ با شمارهٔ ثبت ۲۴۳۷۸ به‌عنوان یکی از آثار ملی ایران به ثبت رسیده است.